# 狄布開步

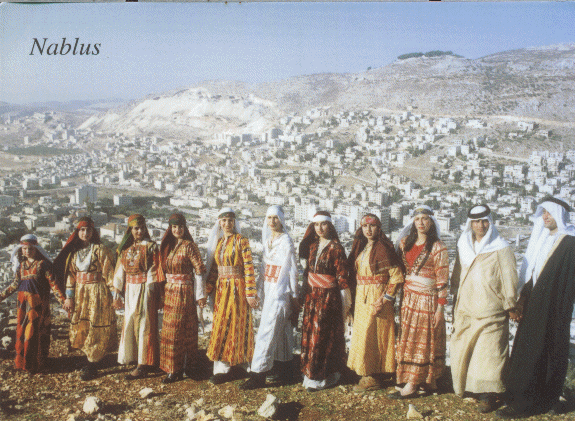
狄布開步

狄布開、迭步開舞（Dabke，或由阿拉伯文翻譯成debke、dabka、dabkeh）是源自於中東黎凡特地區的傳統舞蹈，名為狄布開。此種舞蹈是約旦、黎巴嫩、敘利亞、巴勒斯坦等地的傳統舞蹈；它也在伊拉克和沙烏地阿拉伯被發現，有著不同的名稱（chobi）。狄布開是一種婚禮等喜慶場合的舞蹈。像其他地區如土耳其、阿塞拜疆、格魯吉亞、希臘、亞美尼亞、東歐等地的民俗舞蹈一樣，狄布開是一種短列舞蹈。
「狄布開」在阿拉伯語是「跺腳」，這種跺腳是以一種獨特的方式的跺腳。因此取此特殊的跺腳舞步稱之為狄布開步。

## 舞步
狄布開步的腳步順序如下：
- 右腳腳跟輕觸地不置重心，左腳輕躍，
- 右腳踏，
- 左腳踏，
- 停拍

不一定只有右腳起，也有左腳起。

## 舞蹈
在台灣的國際民俗舞蹈界中的狄布開，已不是中東的傳統舞蹈。通常是由以色列編舞家取自現代以色列音樂再加入狄布開傳統舞步所編的狄布開舞蹈。

## 外部連結
- 全民休閒運動宣傳網 - 土風舞基本舞步介紹